# Kirchenkreis Regensburg
Der evangelische Kirchenkreis Regensburg war einer der sechs Kirchenkreise der Evangelisch-Lutherischen Kirche in Bayern (ELKB). Er umfasste das Gebiet Niederbayerns, wesentliche Teile der Oberpfalz und auch kleine Teile Oberbayerns. Insgesamt gehörten ihm 300.000 Christen evangelisch-lutherischen Bekenntnisses in sechs Dekanatsbezirken an. Zum 1. März 2025 wurde er im Zuge einer Strukturreform mit den Kirchenkreisen München und Augsburg zum Kirchenkreis Schwaben-Altbayern fusioniert.
Der letzte amtierende Regionalbischof war Oberkirchenrat Klaus Stiegler. Die Dreieinigkeitskirche in Regensburg war die Hauptkirche des Kirchenkreises und somit die Predigtkirche des Regionalbischofs.

## Geschichte
Einige Gemeinden des Kirchenkreises wurden in der Reformationszeit gegründet. Die treibenden Kräfte damals waren die jeweiligen Landesherren. Im Kirchenkreis Regensburg waren das folgende: der Pfalzgraf Ottheinrich, die Reichsstadt Regensburg, die Reichsgrafen von Ortenburg und die Grafen von Wolfstein.
Nach dem Zweiten Weltkrieg kamen zigtausende, vorwiegend schlesische Heimatvertriebene nach Niederbayern und die Oberpfalz. Es wurden die Diasporagemeinden gestärkt und viele Gemeinden neu gegründet. Das führte 1951 letztlich zu der Gründung eines eigenen Kirchenkreises Regensburg, in den die Dekanate Landshut, Regensburg und Passau aus dem Kirchenkreis München und die Dekanate Cham, Neumarkt, Sulzbach und Weiden aus dem Kirchenkreis Bayreuth übergingen. 1971 wurde auch das Dekanat Ingolstadt aus dem Kirchenkreis München in den Kirchenkreis Regensburg umgegliedert.
Die Landessynode der ELKB beschloss im November 2024, dass die drei Kirchenkreise München, Augsburg und Regensburg ab März 2025 wieder zusammengeschlossen werden sollten. Der neue Kirchenkreis Schwaben-Altbayern soll in einer Erprobungsphase zunächst von zwei Regionalbischöfen geleitet werden.

## Dekanatsbezirke

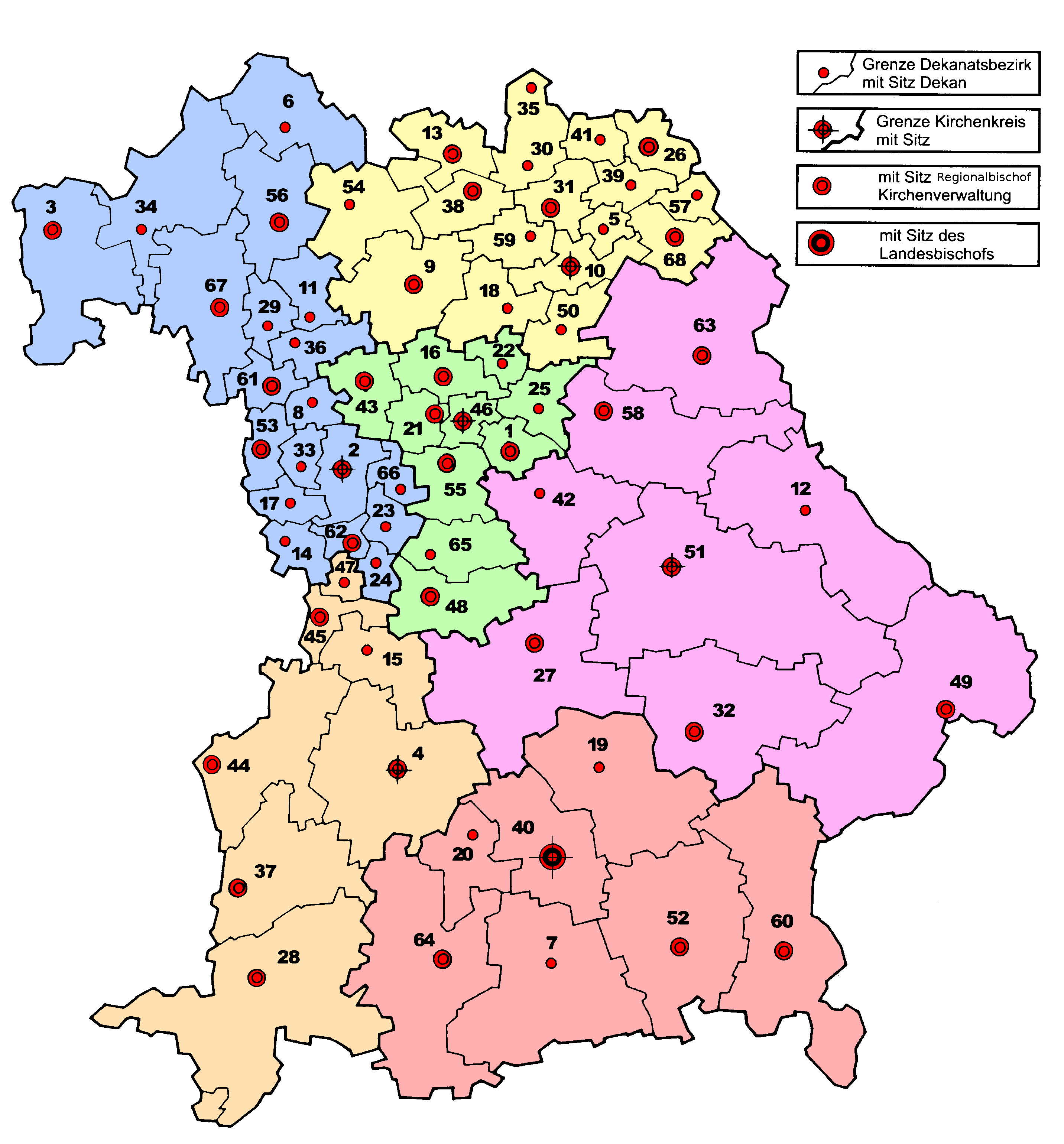
Der Kirchenkreis Regensburg mit seinen – bis 2023 noch acht – Dekanatsbezirken erscheint in rosa Farbe innerhalb der ELKB

Der Kirchenkreis hatte bei seiner Auflösung sechs Dekanatsbezirke:
- Cham/Sulzbach-Rosenberg/Weiden (entstanden 2024 aus der Fusion der Dekanate Cham, Sulzbach-Rosenberg und Weiden in der Oberpfalz)
- Ingolstadt
- Landshut
- Neumarkt in der Oberpfalz
- Passau
- Regensburg

## Liste der Oberkirchenräte im Kirchenkreis (Regionalbischöfe, bis 2000 Kreisdekane)
- 1952–1964 Wilhelm Koller
- 1964–1966 Wilhelm Schwinn
- 1967–1979 Hermann Bürckstümmer
- 1979–1988 Theodor Heckel
- 1988–1996 Gotthart Preiser
- 1997–2004 Helmut Millauer
- 2004–2019 Hans-Martin Weiss
- 2019–2025 Klaus Stiegler